# Sylvain Berrios
Sylvain Berrios (nascido em 6 de maio de 1968) é um político francês.
Berrios nasceu em 6 de maio de 1968 em Maisons-Alfort.
A partir de 1992, Berrios actuou no conselho municipal de Saint-Maur-des-Fossés. Em 2002, ele começou a trabalhar para Henri Plagnol. Quatro anos depois, Berrios ingressou no ministério do orçamento. A partir de 2008, actuou simultaneamente como vice-prefeito de Saint-Maur-des-Fossés e conselheiro geral em Val-de-Marne. Berrios derrotou Plagnol nas eleições legislativas de 2012 e serviu na Assembleia Nacional pelo primeiro eleitorado de Val-de-Marne como membro da União por um Movimento Popular (UMP). O seu mandato como deputado teve início a 17 de dezembro de 2012 e durou até 20 de junho de 2017. Berrios depois juntou-se aos Republicanos, o partido sucessor do UMP. Berrios permaneceu membro do conselho geral de Val-de-Marne até à sua renúncia desse cargo em janeiro de 2013. Em 2014, Berrios contestou a prefeitura de Saint-Maur-des-Fossés, derrotando novamente Plagnol, o titular.